# Chan Chi Choi
Chan Chi Choi (chinesisch 陳智才, * 27. Juli 1961) ist ein chinesischer Badmintonspieler aus Hongkong.

## Karriere
Chan Chi Choi wurde 1979 bei der Weltmeisterschaft der WBF Neunter im Herreneinzel. Bei Olympia 1988, wo Badminton als Vorführsportart im Programm war, erkämpfte er sich Bronze im gemischten Doppel. Bei den Commonwealth Games 1990 gab es noch einmal Gold im Mixed und Bronze mit dem Team.

## Sportliche Erfolge
| Saison | Veranstaltung           | Disziplin    | Platz | Name                     |
| ------ | ----------------------- | ------------ | ----- | ------------------------ |
| 1979   | Weltmeisterschaft (WBF) | Herreneinzel | 9     | Chan Chi Choi            |
| 1988   | Olympia (Exhibition)    | Mixed        | 3     | Chan Chi Choi / Amy Chan |
| 1988   | Hong Kong Open          | Mixed        | 2     | Chan Chi Choi / Amy Chan |
| 1989   | China Open              | Mixed        | 2     | Chan Chi Choi / Amy Chan |
| 1989   | Hong Kong Open          | Mixed        | 2     | Chan Chi Choi / Amy Chan |
| 1990   | Commonwealth Games      | Mixed        | 1     | Chan Chi Choi / Amy Chan |
| 1990   | Commonwealth Games      | Team         | 3     | Hongkong                 |